# Estornell de Nova Caledònia
L'estornell de Nova Caledònia (Aplonis striata) és un ocell de la família dels estúrnids (Sturnidae). El seu estat de conservació es considera de risc mínim.

## Hàbitat i distribució
Habita boscos i terres de conreu de Nova Caledònia i les illes de la Lleialtat.